# Shinkansen-Baureihe 1000
Mit der Shinkansen-Baureihe 1000 (jap. 1000形) wurden die beiden Shinkansen-Versuchszüge bezeichnet, welche für Testfahrten vor der Eröffnung der Tōkaidō-Shinkansen 1964 genutzt wurden. Die Baureihe umfasste sechs Wagen, die zu den beiden Zügen A und B formiert waren. Nach der Betriebsaufnahme der Shinkansen-Linie wurden Zug A zum Rettungszug der Baureihe 941 und der Zug B zur Baureihe 921, dem ersten Doctor Yellow. Alle Fahrzeuge beider Züge wurden verschrottet.

## Geschichte
Ursprünglich war der Bau von zwölf Vorserienwagen geplant, das Programm wurde jedoch zwecks Kosteneinsparung auf sechs Wagen gekürzt. Sie wurden für die Versuche zu zwei Zügen formiert, wobei Zug A aus zwei Wagen und Zug B aus vier Wagen bestand. Die Züge waren für eine Höchstgeschwindigkeit von 250 km/h ausgelegt.
Als erster Wagen des Zuges A wurde No. 1001 am 16. April 1962 im Kisha-Seizō-Werk in Kōtō (Tokio) fertiggestellt. Der Wagen wurde daraufhin per Straße und Schiene in das Nippon-Sharyo-Werk Warabi in Kawaguchi gebracht, wo er mit dem zweiten Wagen gekoppelt wurde. Zug A konnte somit am 25. April im Werk offiziell der Presse vorgestellt werden.

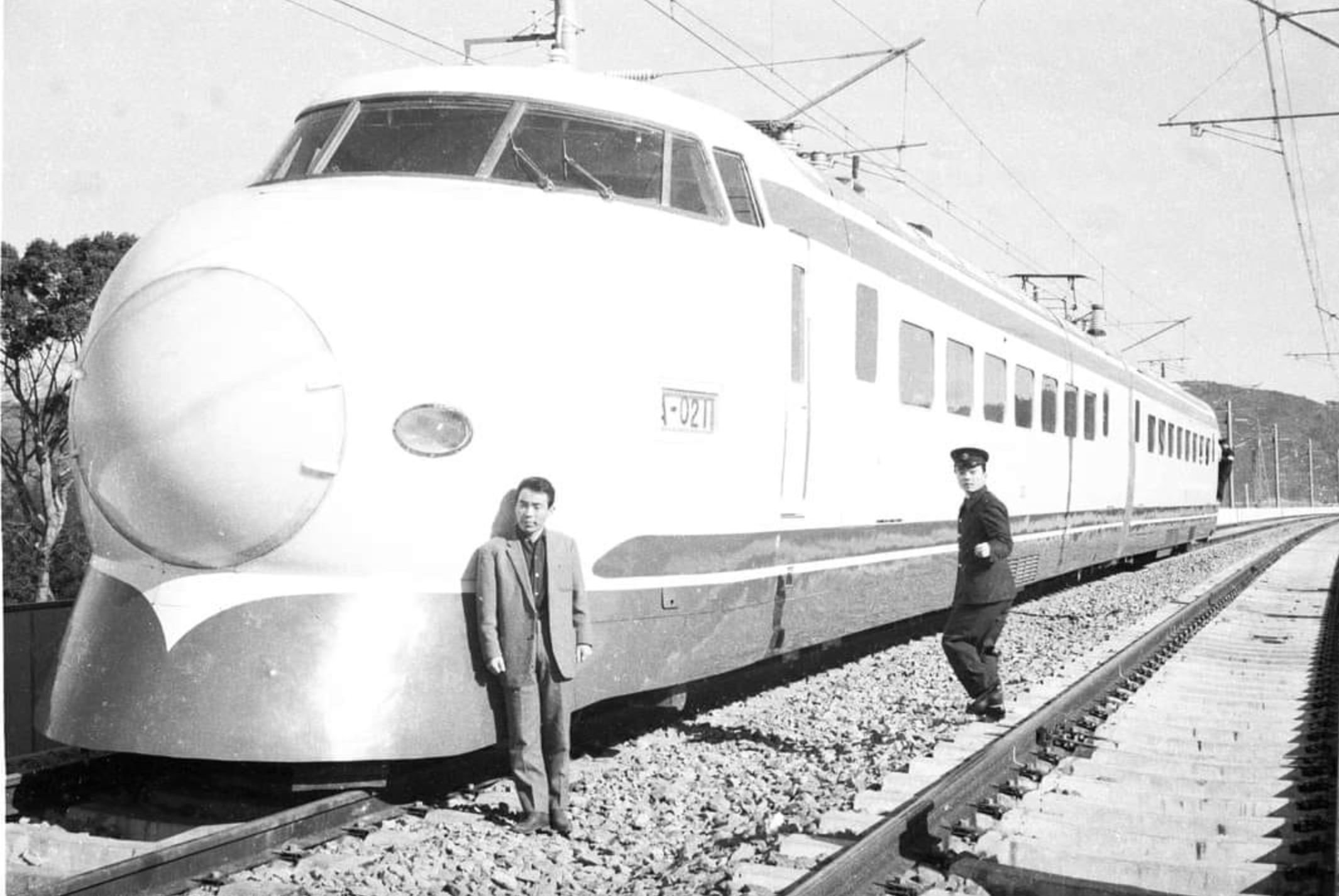
Zug A im Auslieferungszustand (1963)

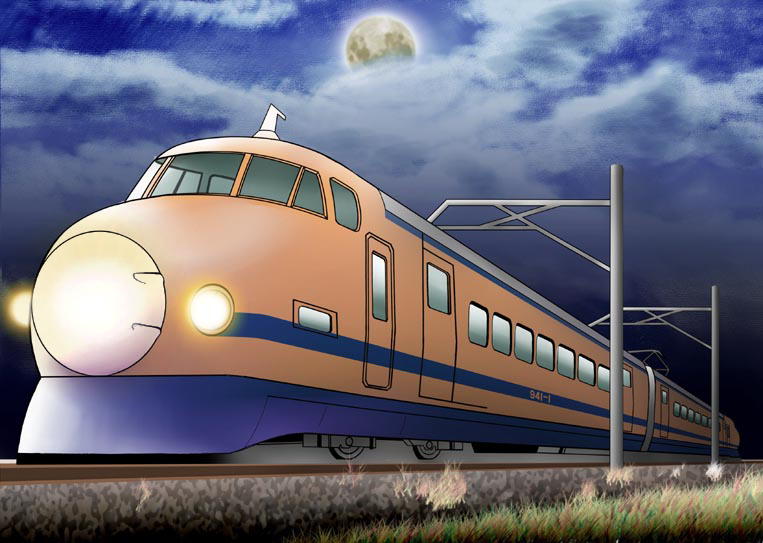
Künstlerische Darstellung des A-Zuges in seinem späteren Einsatz als Rettungszug der Baureihe 941 mit beleuchteter Nasenspitze

Die Versuchsfahrten begannen am 26. Juni 1962 auf dem 32 km langen Testgleis zwischen Kamonomiya in Odawara und Ayase in der Präfektur Kanagawa, wo bereits im Juli 110 km/h erreicht wurden. Am 27. Oktober erreichte der Zug B das erste Mal die Rekordgeschwindigkeit von 190 km/h, womit der am 21. November 1960 vom kapspurigen Versuchszug KuMoYa 93 (aus der Kodama-Baureihe 151 abgeleitet) auf der Tōkaidō-Hauptlinie aufgestellte japanische Geschwindigkeitsrekord von 175 km/h überboten wurde. Am 31. Oktober 1962 erreichte der Zug B das erste Mal 200 km/h, am 20. Dezember 210 km/h, am 19. März 1963 253 km/h und am 30. März 256 km/h. Damit wurde ein neuer Rekord für Schienenfahrzeuge in Japan aufgestellt, welcher rund zwanzig Jahre lang gültig blieb. Entsprechend wurde dies an einer Gedenktafel am Wagenkasten des Zuges vermerkt.
Mit dem Beginn des Probebetriebes der Tōkaidō-Shinkansen im Juni 1964 wurde der Zug A als Rettungszug der Baureihe 941 definiert. Zug B wurde Gleis- und Oberleitungsmesszug T1 der Baureihe 922-0. Der im Depot Osaka beheimatete Rettungszug war nie im Einsatz, wohl aber Messzug, der bis 1974 als Messzug T2 der Baureihe 922-10 geliefert wurde. Alle sechs Wagen der ehemaligen Baureihe 1000 wurden zwischen 1975 und 1976 in der Werkstatt Hamamatsu der JR Central zerlegt, wobei die Wagen zur Prüfung der Verschrottungsanlage dienten, auf der danach das erste Los von 360 Wagen der Shinkansen-Baureihe 0 zerlegt wurde. Im Eisenbahnmuseum Saitama ist ein Stromabnehmer der Baureihe 1000 erhalten geblieben.

## Zugbildung
Zug A bestand aus den folgenden Wagen:
- Nr. 1001 (Mc) erbaut von Kisha Seizō, 56 Sitzplätze, Drehgestelle Typ DT9002 und DT9008.
- Nr. 1002 (MDc) erbaut von Nippon Sharyo, 80 Sitzplätze, Drehgestelle Typ DT9003

Zug B bestand aus den folgenden Wagen:
- Nr. 1003 (Mc) erbaut von Hitachi, 70 Sitzplätze, Drehgestelle Typ DT9006
- Nr. 1004 (MD) erbaut von Hitachi, 70 Sitzplätze, Drehgestelle Typ DT9004, einziger Wagen mit sechs-eckigen Fenstern
- Nr. 1005 (M) erbaut von Kawasaki Sharyo, 80 Sitzplätze, Drehgestelle Typ DT9005
- Nr. 1006 (MDc) erbaut von Kinki Sharyo, 80 Sitzplätze, Drehgestelle Typ DT9001, einziger Endwagen mit geraden Frontscheiben.

## Technik

### Wagenkasten
Alle Wagen hatten geschweißte Wagenkasten aus Stahl. Die Endwagen hatten eine aerodynamische Kopfform mit gebogenen Frontscheiben mit Ausnahme des Wagens 1006, der flache Frontscheiben hatte, wie sie später auch bei den Zügen der Shinkansen-Baureihe 0 verwendet wurden. Die Endwagen waren 24,75 m, die Zwischenwagen 25 m lang. Der Kastenquerschnitt war 3380 mm hoch und 3950 mm breit. Im Gegensatz zu den Zügen der Shinkansen-Baureihe 0 waren die Schürzen bei der Baureihe 1000 weiter nach unten gezogen.
Wagen 1004 hatte ungewöhnliche, langgezogene sechseckige Fenster, die aus der Verwendung X-förmiger diagonaler Streben in den Kastenseitenwänden herrührten.
Im Gegensatz zu den Zügen der Shinkansen-Baureihe 0 waren die Prototyp-Züge mit außen laufenden Schiebetüren ausgerüstet. Weiter war der Kugelabschnitt der Nase des Zuges in transluzentem weißem Acrylglas ausgeführt, das von innen mit fünfzehn 20-W-Leuchtstoffröhren beleuchtet war. Neben der Nase befanden sich zwei Sealed-Beam-Scheinwerfer. Seitlich der Kopfform waren beleuchtete Kästen für die Zugnummern angebracht.

#### Inneneinrichtung
Für die Auswahl der Inneneinrichtung der Serienzüge wurde jeder Wagen mit einer anderen Sitzanordnung ausgerüstet:
- Nr. 1001 war mit zwei Reihen von einzeln drehbaren 1.- und 2.-Klasse-Sitzen in der Anordnung 2+2 ausgerüstete. Es waren ähnliche Sitze wie sie auch in den Triebzügen der JNR Baureihe 151 Kodama verwendet wurden. Diese Züge bedienten vor der Eröffnung der Schnellfahrstrecke die schnellsten Verbindungen zwischen Tokio und Osaka.[3]
- Nr. 1002 war mit einer 2.-Klasse-Bestuhlung in der Vis-à-vis-Sitzanordnung 2+3 ausgerüstet. Der Sitzabstand betrug 1.900 mm, die Sitze waren mit Armlehnen ausgerüstet.
- Nr. 1003 war mit einer 2.-Klasse-Bestuhlung mit umschlagbaren Rückenlehnen in der Anordnung 2+3 mit 950 mm Sitzabstand ausgerüstet. Diese Bestuhlung wurde später für die Serie-Züge übernommen.
- Nr. 1004 war mit einer ähnlichen Bestuhlung wie die Nr. 1003 ausgerüstet. Sie unterschied sich von derjenigen nur durch eine andere Bauform der Rückenlehne.
- Nr. 1005 war mit einer 2.-Klasse-Bestuhlung in der Vis-à-vis-Sitzanordnung 3+3 ausgerüstet. Der Sitzabstand betrug 1.900 mm, die Sitze hatten keine Armlehnen.
- Nr. 1006 war mit einer 2.-Klasse-Bestuhlung in der Vis-à-vis-Sitzanordnung 2+3 ausgerüstet. Der Sitzabstand betrug 1.900 mm, die Sitze waren mit Armlehnen ausgerüstet.

Die Wagen 1001, 1003 und 1005 waren mit Toiletten und Waschbecken ausgerüstet. In den Wagen 1001 und 1003 war je eine Toilette im westlichen Stil und eine im japanischen Stil ausgeführt, im Wagen 1005 beide im japanischen Stil. Erstmals wurden auch Pissoirs eingebaut, wie sie zuvor nur auf Triebzügen für den Schülerverkehr eingebaut wurden.

#### Farbgebung
Ursprünglich war ein Farbschema mit roten Linien vorgesehen, es wurde aber ein Farbschema in Shinkansen-Blau und Elfenbeinweiß umgesetzt. Zug A war elfenbeinweiß bis auf das blaue Untergestell und zwei blauen Bändern – eines am unteren Ende der Seitenwand und eines über den Fenstern. Zug B war elfenbeinweiß mit dem Untergestell und dem Fensterband in Shinkansen-Blau.

### Drehgestelle
Für die Versuchsfahrzeuge wurden Triebdrehgestelle sechs verschiedener Bauarten entwickelt, die sich in der Ausführung der Achslagerführungen unterschieden. Für die angestrebten hohen Geschwindigkeiten war im Besonderen maßgebend, dass die Achslager in Längsrichtung möglichst wenig Spiel hatten um die Frequenz des Sinuslaufs herabzusetzen. Alle Drehgestelle hatten eine Luftfederung in der Sekundärstufe und waren mit Monobloc-Rädern ausgerüstet.
- DT9001 hatte Achslagerführungen mit Blattfedern
- DT9002 hatte Achslagerführungen mit Blattfedern
- DT9003 hatte Achslagerführungen mit Schraubenfedern der Bauart Schlieren
- DT9004 konnten sowohl mit Lemniskatenlenker-Achslagerführungen der Bauart Sumitomo, wie auch mit einer Achslagerführung der Bauart Minden kombiniert mit der Bauart IS ausgerüstet werden. Bei letztere Bauart wurden die Achslager von einem unten liegenden Federblatt geführt, das elastisch in einem am Rahmen befestigten Gummilager eingeklemmt war. Diese Bauart wurde auch bei den Drehgestellen Typ DT200 der Serien-Züge der Shinkansen-Baureihe 0 verwendet.
- DT9005 hatte Achslageführungen der Bauart Yanbaru
- DT9006 hatte Achslagerführungen mit Lemniskatenlenker

### Elektrische Ausrüstung

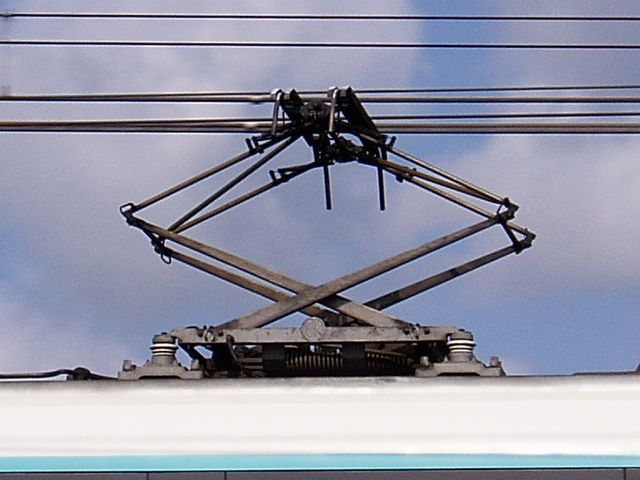
Stromabnehmer mit gekreuzten Unterscheren ähnlich demjenigen der Baureihe 1000

Bei Zug A war der Wagen 1002 mit einem Stromabnehmer ausgerüstet, bei Zug B die Wagen 1004 und 1006 mit je zwei nebeneinander liegenden Stromabnehmern. Die beiden Wagen waren mit einer über den Wagen 1005 verlaufenden Dachleitung miteinander verbunden. Die Stromabnehmer waren vom Typ PS9009 mit gekreuzter Unterschere.
In den Wagen mit Stromabnehmern waren auch die Hauptschalter und die Transformatoren untergebracht, die niederspannungsseitig mit einem Stufenschalter versehen waren. Nach dem Stufenschalter wurde der Strom gleichgerichtet und den Gleichstrom-Fahrmotoren zugeführt. Jede Achse des Zuges wurde von einem im Drehgestell montierten Fahrmotor mit einer Dauerleistung von 170 kW angetrieben. Der Antrieb erfolgte über ein auf der Achse reitendes Getriebe mit einem Übersetzungsverhältnis von 2,17, das über eine Bogenzahnkupplung mit dem Fahrmotor verbunden war. Im Zug A waren Fahrmotoren vom Typ MT912, im Zug B vom Typ MT911 eingebaut.
Die Züge waren mit der elektrischen Bremse und der direkt wirkenden Druckluftbremse ausgerüstet. Oberhalb von 50 km/h kam nur die elektrische Bremse zum Einsatz. Beide Züge waren mit der Zugsicherung ATC-1 ausgerüstet. Auf dem Dach der Endwagen war die Zugfunkantenne in der Form eines auf dem Kopf stehenden L angebracht.

## Modelle

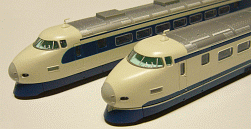
Modellzüge der Shinkansen-Baureihe 1000: Links der Wagen 1003 vom Zug B, rechts der Wagen 1001 vom Zug A

Die Shinkansenzüge der Baureihe 1000 wurden von dem japanischen Modelleisenbahn-Hersteller Micro ACE als N-Spur-Modelle auf den Markt gebracht. Die Modelle waren sowohl in der Farbgebung der Baureihe 1000 wie auch in den Farben ihrer späteren Verwendung als Doctor Yellow erhältlich.